# 生地駅
生地駅（いくじえき）は、富山県黒部市吉田字浦島にある、あいの風とやま鉄道線の駅である。
2015年3月14日の北陸新幹線開業による経営移管までは、西日本旅客鉄道（JR西日本）北陸本線の駅であった。

## 歴史

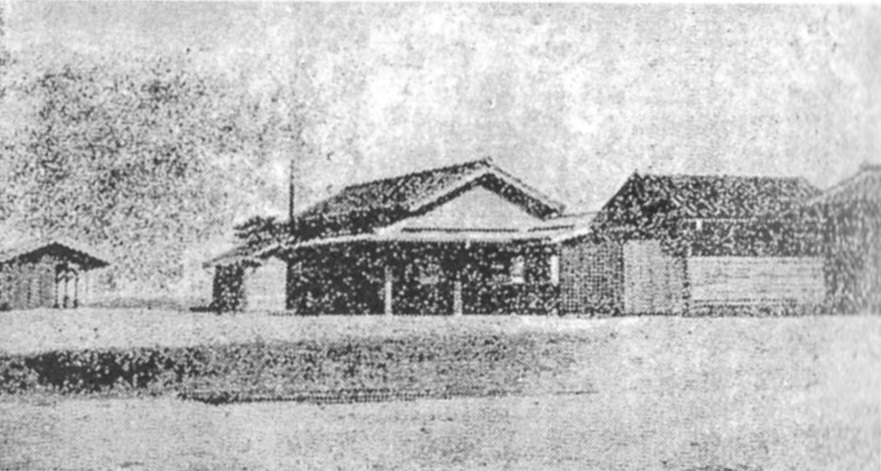
1910年（明治43年）開業当時の生地駅

- 1906年（明治39年）6月26日 - 生地町長能登忠が逓信大臣山縣伊三郎に対して、生地駅の開設を請願する[1]。これにより当初の愛本経由の計画から現在の路線計画に変更となった[2]。
  - その請願書に曰く、「当町本籍戸数一千一百人口五千四百余ヲ有シ而シテ富山県下唯一ノ漁業地ニシテ四季ノ産額ノ豊饒ナルコト本郡内各沿岸漁業地産額ノ総額ヲ以テスルモ尚恐ラクハ我ヲ凌駕スルヲ得ザルベシ従テ市中ニハ銀行魚市会社廻漕店若クハ内国通運会社代理店等アリテ之ニ関繋スル地方ハ遠クシテ北海道奥羽地方邇クハ佐渡越後能登等ノ海路ヨリノ貨物聚散ノ旺盛ニシテ商業ノ敏活ナルコト郡内多々其比ヲ見サル所ニ有之候（中略）特ニ本町ハ越中湾ノ咽喉ト称スルモ不可ナカランカ其北端大字芦崎村（越湖浜ト称ス）真鼻ノ如キハ旧槍ヶ岬ト称セシ所ニシテ能越ノ洲界タル大泊鼻ト相対峙シ且ツ浦塩ノ衝ニ当ルヲ以テ恐ラクハ軍事上等閑ニ附ス可カラサル所ナラン（中略）今ヤ多年ノ機運漸ク熟シ近キ将来ニ於テ富直鉄道布設セラレントス町民一同歓喜雀躍ニ堪ヘザル所ナリ而シテ鉄道線路測量標ヲ見ルニ幸ニ当町附近ヲ通過スルモノヽ如シ当町ハ前陳ノ如ク人口ハ下新川郡ノ首都魚津町ニ及バズト雖ドモ商工業ノ殷賑物人衆ノ聚散他ノ地方トノ関係ノ頻繁ナル本町ハ他町村ニ対シ特独ノ長所ヲ有スル土地ニ有之候故何卒当町ニ停車場ヲ設置セラレンコトヲ茲ニ町会ノ議決ヲ経テ請願仕候」[1]。
- 1907年（明治40年）6月 - 生地町から20余町離れた村椿村（現・黒部市村椿地区）に駅が設置されることになったことを受けて、これでは有名無実であると判断した当時の生地町長が先の土地献納願の取り消しを要望。しかし、懇願の幾分かは達成されたため、村椿村大開地内で2,234坪を献納することを当局に願い出る[2]。
- 1910年（明治43年）4月16日：鉄道省北陸本線が魚津駅から泊駅までの延伸に伴い開業する（一般駅）[3]。
- 1940年（昭和15年）11月1日：構内に生地電信取扱所を設置する[4]。ただし配達事務を行わない[4]。
- 1959年（昭和34年）3月31日：当駅 - 入善駅間に西入善信号場が開業する[5]。
- 1960年（昭和35年）7月1日：当駅 - 入善駅間の西入善信号場が、西入善駅として開業する[6]。
- 1961年（昭和36年）4月：北陸製塩工業が同社黒部工場への専用線敷設工事を開始する[7]。
- 1963年（昭和38年）3月29日：北陸製塩工業専用線が完成し、同日開通式を挙行する[7]。
- 1965年（昭和40年）
  - 1月25日：跨線橋が完成し、完工式を挙行する[8]。
  - 4月23日：当駅 - 西入善駅間が複線化する[9]。
  - 8月25日：富山操車場 - 泊駅間が交流電化する[9]。
  - 12月10日：当駅 - 黒部駅間が複線化する[9]。
- 1969年（昭和44年）10月1日：営業範囲を改正し、手荷物及び小荷物の配達取扱を廃する[10]。
- 1973年（昭和48年）：北陸製塩工業専用線がYKKの所有となる[11][注 1]。
- 1974年（昭和49年）10月1日：営業範囲を改正し、旅客、荷物及び車扱貨物を取扱う駅となる[12]。
- 1975年（昭和50年）9月23日：駅舎改築工事着工。工事期間中はプレハブ仮駅舎で対応[13]。
- 1976年（昭和51年）
  - 3月26日：鉄筋平屋建て230平方メートルの現駅舎が竣工する。同時に売店も併設される[14][15][16][13]。
  - 8月10日：駅前にコートの少女（40cmの台座に160cm等身）のモニューマン竣工[13]。
- 1982年（昭和57年）8月4日：駅前広場に市営自転車専用駐車場（約350台収容）がオープン[17]。
- 1984年（昭和59年）
  - 2月1日：営業範囲を改正し、車扱貨物の取扱を廃止して、旅客駅となる[18]。
  - 5月15日：名水の泉水（10cmパイプ、毎分100m3湧出）が竣工[13]。
- 1985年（昭和60年）3月14日：営業範囲を改正し、荷物の取扱を廃止する[19]。
- 1987年（昭和62年）
  - 3月31日：営業範囲を改正し、荷物（但し新聞紙に限る）の取扱を開始する[20]。
  - 4月1日：国鉄分割民営化により、西日本旅客鉄道（JR西日本）の駅となる[5]。
- 2015年（平成27年）
  - 3月14日：北陸新幹線金沢延伸開業に伴い、あいの風とやま鉄道の駅となる。
  - 3月26日：ICカード「ICOCA」供用開始[21]。
- 2025年（令和7年）
  - 3月31日：窓口の営業を終了[22]。
  - 4月1日：終日無人化[22]。

## 駅構造
単式ホーム2面2線を有する地上駅である。かつては単式・島式の複合型2面3線（現在の上りホームにあたる部分が島式）であったが、島式ホームの駅舎側の線路（中線）が撤去され現在の形となった。駅舎は下りホーム側にあり、上りホームへは跨線橋で連絡している。駅構内には自動券売機、待合室及び便所があり、Wi-Fiの使用が可能である。
当駅の造成時、古老の話によれば、そこは葦の生えた湿地帯であったので、大字荒俣村最大の砂丘であった大門の山（明善寺と黒部川の中間にあった）から砂を運搬して埋め立てた（これにより大門の山は低くなった）。後年に新駅舎の新築の時、基礎が砂であることが証明された。
1955年（昭和30年）頃時点では、駅舎の横に黒部川の冷たい清水の湧き出る掘り抜き井戸があった。
JR西日本時代は富山地域鉄道部が管理する簡易委託駅であり、駅務は黒部市に委託されていた。あいの風とやま鉄道への経営移管後も、簡易委託駅の形態での営業が継続されていた。

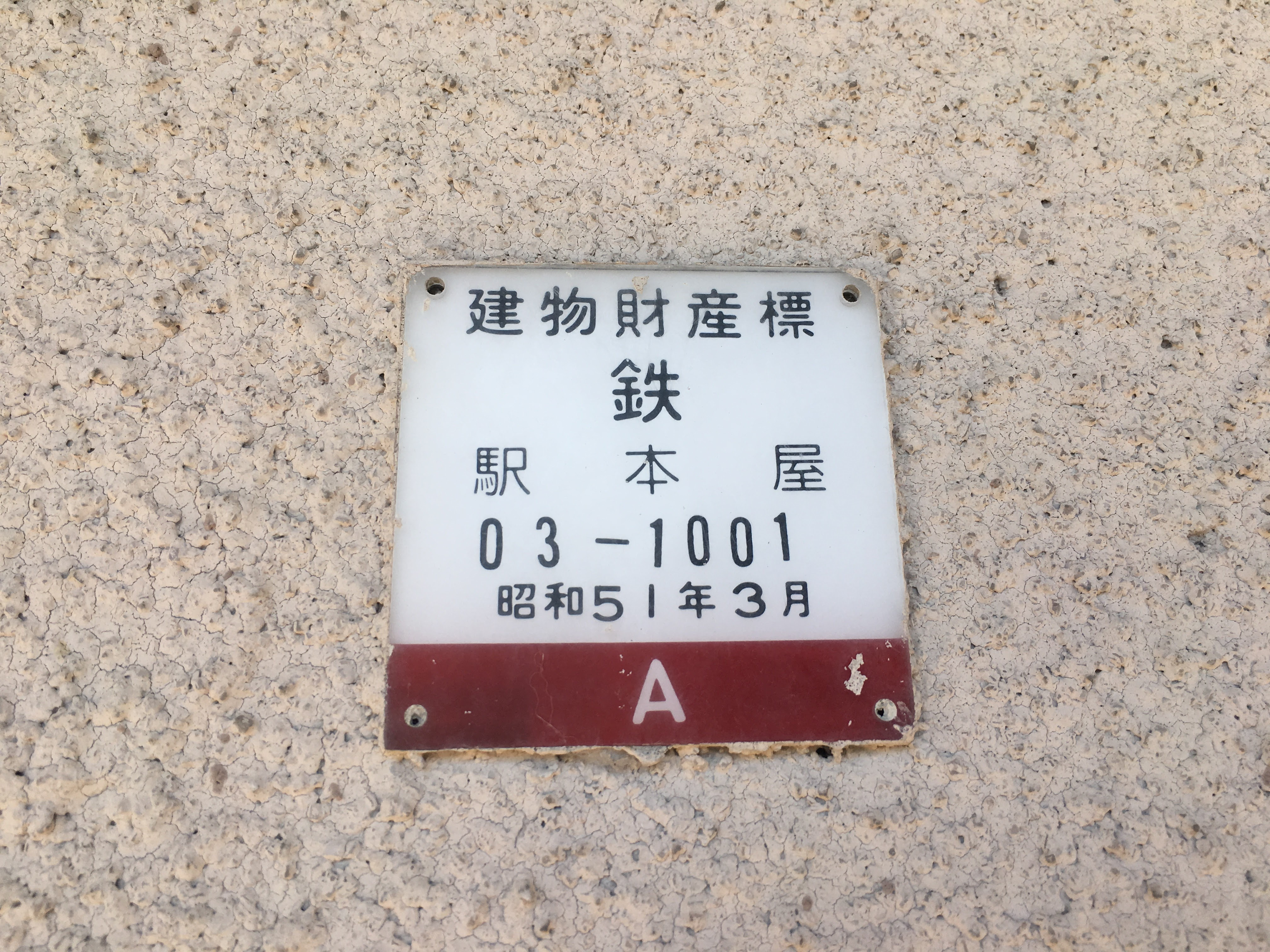
駅舎本屋建物財産標
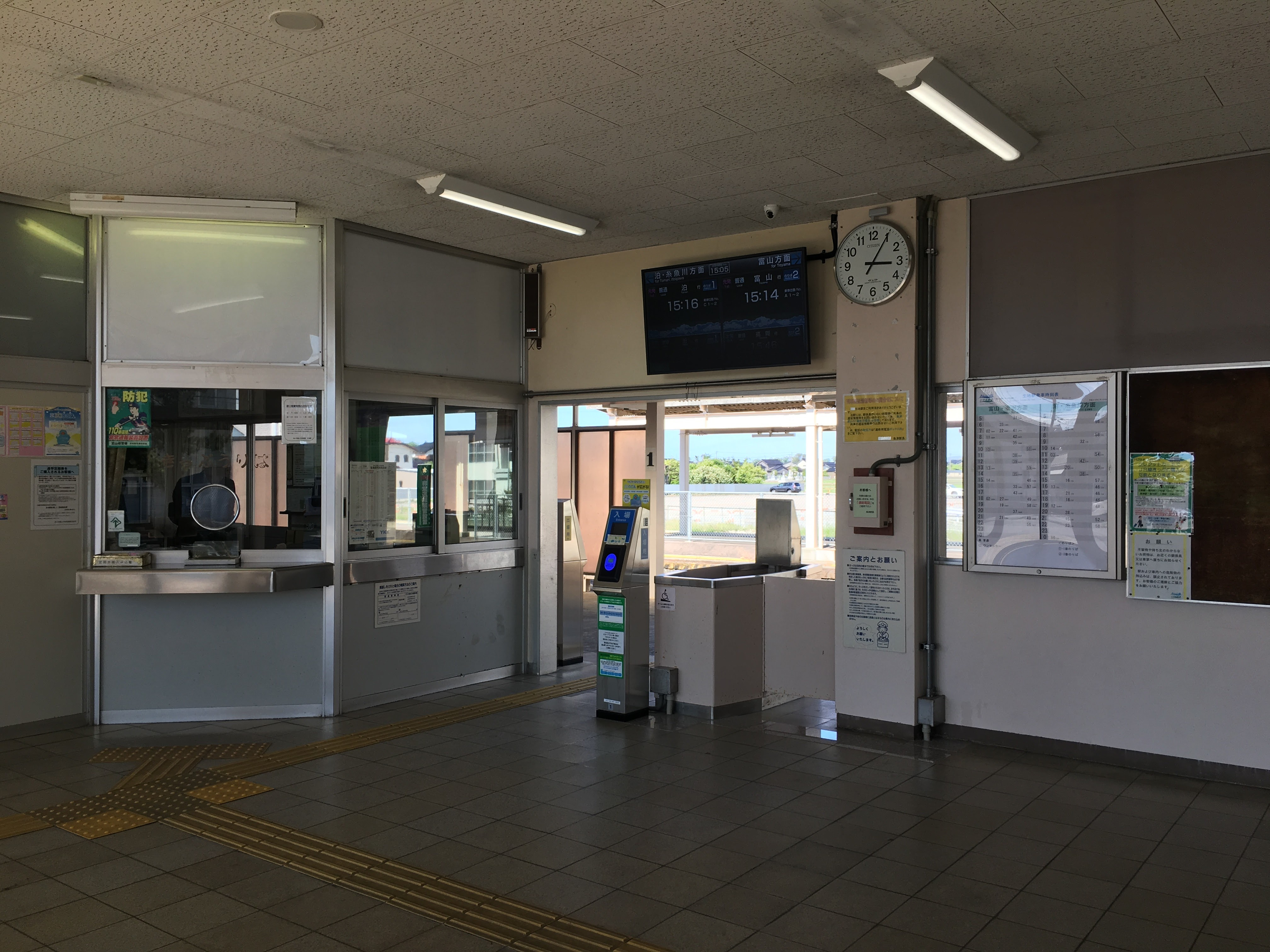
改札及び出札口
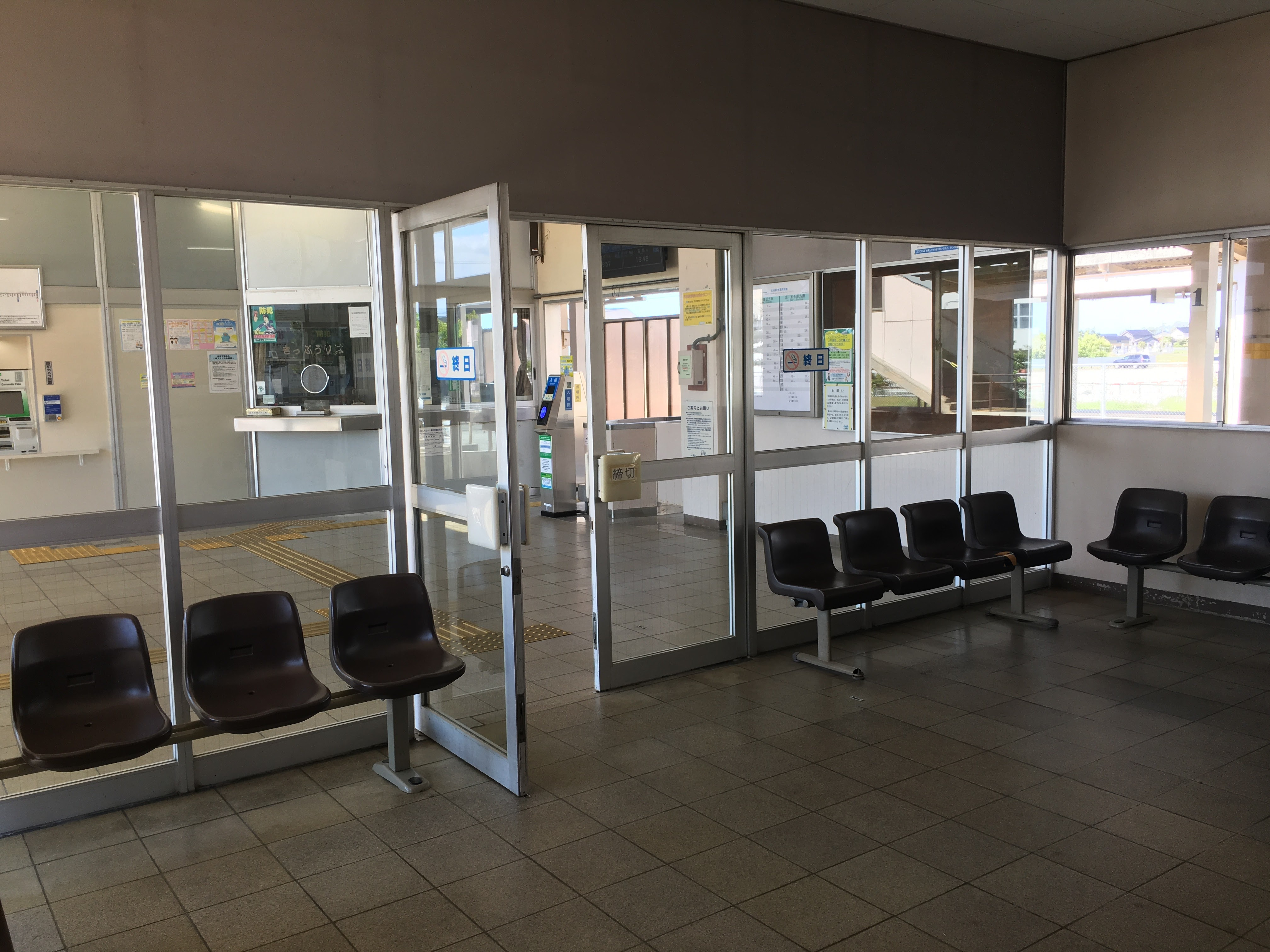
待合室

### のりば
| 番線 | 路線                  | 方向 | 行先           |
| ---- | --------------------- | ---- | -------------- |
| 1    | ■あいの風とやま鉄道線 | 下り | 泊・糸魚川方面 |
| 2    | ■あいの風とやま鉄道線 | 上り | 富山・金沢方面 |

### 到着メロディ
2017年（平成29年）3月の新旅客案内システム導入に伴い、黒部駅と共通で、公共交通の利用促進を目的に黒部ワンコイン・プロジェクト実行委員会が2016年（平成28年）に制作した「公共交通のうた」（高原兄作曲）のアレンジが到着メロディとして使用開始された。

## 貨物取扱

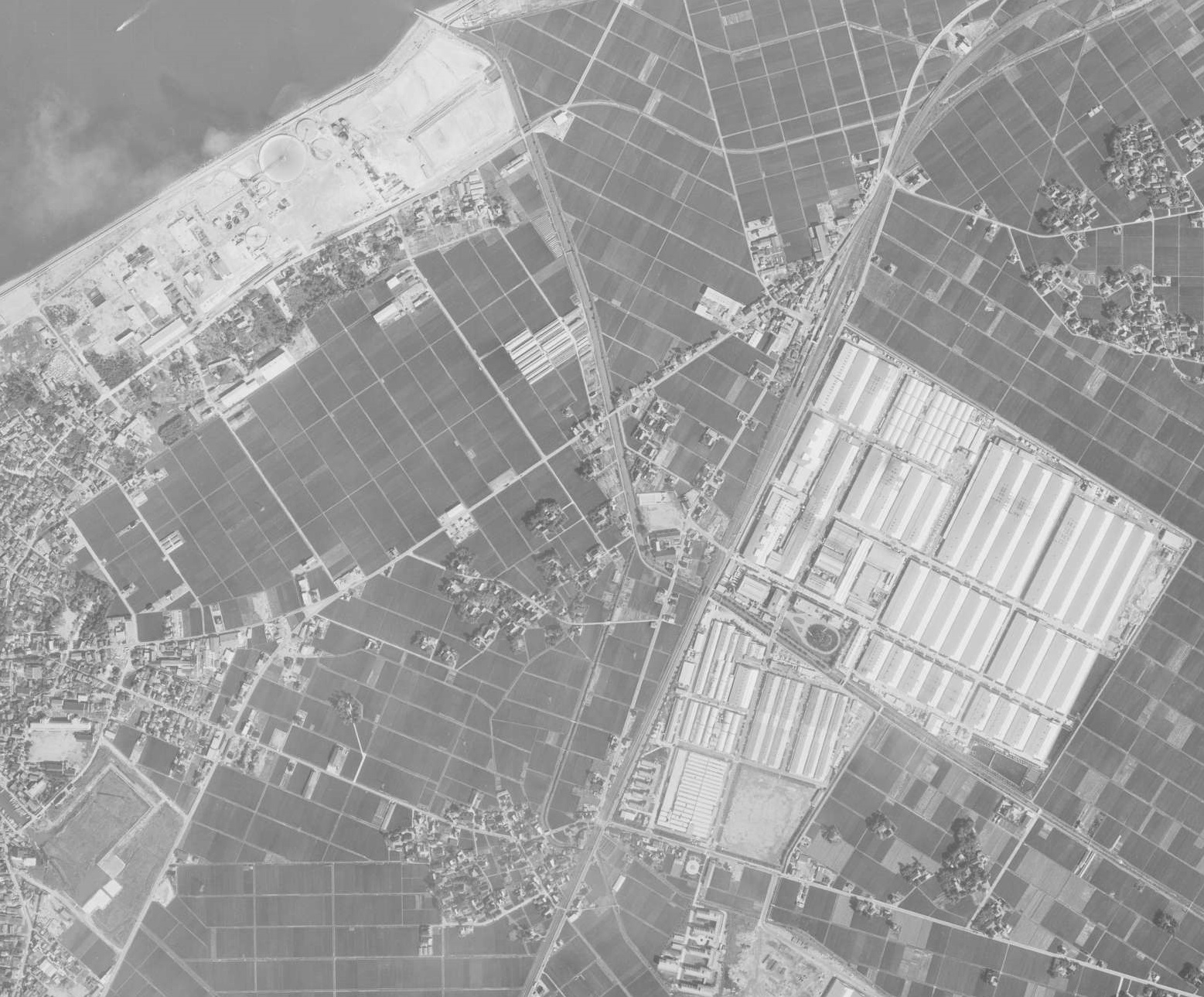
1972年（昭和47年）当時の生地駅周辺航空写真

当駅における貨物取扱は、1984年（昭和59年）2月1日に廃止された。かつて当駅に接続していた北陸製塩工業専用線は、1961年（昭和36年）4月から工費約1億円を以て中部建設工業により建設され、1963年（昭和38年）3月29日に完成した。専用線建設地となった荒俣部落においては当初用地買収への反対運動が行われたが、北陸製塩工業が部落に通ずる道路を整備し、公民館改築のために資金を提供し、専用線建設に並行して農道や用水の整備に努めたことによって土地改良が進み、結果として地元住民はこの専用線開通を大きく祝ったという。
1953年（昭和28年）10月10日付『鉄道公報』第1254号通報専用線一覧別表に当駅接続の専用線は記載されていない。
1967年（昭和42年）7月1日現在における当駅接続の専用線は以下の通りであった。
- 北陸製塩工業線（通運事業者：日本通運、動力：日本通運所有機関車、作業粁程：2.0粁）
- 日本塩回送線（動力：日本通運所有機関車、作業粁程：2.2粁、備考：当専用線は北陸製塩工業線に接続する）

1970年（昭和45年）10月1日現在における当駅接続の専用線は以下の通りであった。
- 北陸製塩工業線（通運事業者：日本通運、動力：日本通運所有機関車、作業粁程：2.0粁、総延長粁程：3.3粁）
- 日本塩回送線（動力：日本通運所有機関車、作業粁程：2.2粁、総延長粁程：0.3粁、備考：当専用線は北陸製塩工業線に接続する）
- 日本配合飼料線（動力：日本通運所有機関車、作業粁程：0.5粁、総延長粁程：0.2粁、備考：当専用線は北陸製塩工業線に接続する）

1983年（昭和58年）4月1日現在における当駅接続の専用線は以下の通りであった。
- 吉田工業線（通運事業者等：日本通運、動力：国鉄動車、作業粁程：0.2粁、総延長粁程：1.0粁）
- 日本配合飼料線（動力：国鉄動車、作業粁程：0.6粁、総延長粁程：0.2粁、備考：当専用線は吉田工業線より分岐する）

## 利用状況
2020年（令和2年）度の1日平均乗車人員は341人である。
近年の1日平均乗車人員の推移は以下の通り。
| 年度   | 1日平均 乗車人員 |
| ------ | ---------------- |
| 1995年 | 642              |
| 1996年 | 614              |
| 1997年 | 579              |
| 1998年 | 548              |
| 1999年 | 533              |
| 2000年 | 535              |
| 2001年 | 541              |
| 2002年 | 540              |
| 2003年 | 536              |
| 2004年 | 546              |
| 2005年 | 540              |
| 2006年 | 523              |
| 2007年 | 512              |
| 2008年 | 519              |
| 2009年 | 496              |
| 2010年 | 474              |
| 2011年 | 466              |
| 2012年 | 485              |
| 2013年 | 482              |
| 2014年 | 402              |
| 2015年 | 471              |
| 2016年 | 482              |
| 2017年 | 464              |
| 2018年 | 466              |
| 2019年 | 485              |
| 2020年 | 341              |

備考
1. ↑  2014年度は2015年3月13日までの計347日間を集計したデータ。

## 駅周辺
- YKK 黒部工場
- 黒部市吉田科学館
- 黒部市村椿公民館 - 撤退したJAくろべ村椿支所の建物を利用している。
- とやまの名水「清水の里」 - 当駅周辺は「黒部川扇状地湧水群」として名水百選に指定されている。
- 生地中橋 - 日本で初めて建設され、世界でも希少な旋回式可動橋。

## 余談
当駅は黒部川に架かる鉄橋との距離が近いため、1948年以降黒部川の出水氾濫被害の想定から当駅が廃止されるとの説や当駅と三日市駅（現・黒部駅）を統合した駅を堀切地区に設置するという噂も出ていたが、建設省（現・国土交通省）が機械を常置して鉄道から下流の川底を掘り下げる対策がとられるようになってからは、噂も自然消滅した。

## 隣の駅
あいの風とやま鉄道
■あいの風とやま鉄道線
黒部駅 - 生地駅 - 西入善駅